# Berwick-upon-Tweed
Berwick-upon-Tweed Anglia legészakibb városa Northumberland megyében. A Brit-sziget keleti partján, a Tweed torkolatánál fekszik. A skót határtól 4 km-re délre fekszik; Edinburgh-tól 90 km-re délkeletre, Newcastle upon Tyne-tól 105 km-re északra, Londontól pedig 555 km-re északra található.

## Történelem
A települést az angolszászok alapították Northumbria királyság idejében. A középkorban az Anglia és Skócia közötti kereskedelem – különösen a juh és szarvasmarha, illetve a kapcsolódó gyapjú- és bőrtermékek kereskedelmének – fontos csomópontja volt, amit annak is köszönhetett, hogy a vámok itt alacsonyabbak voltak, mint más északi kikötőkben.
A terület mintegy 400 éven át az Angol és a Skót Királyság határháborúinak helyszíne volt, és többször gazdát cserélt. Legutóbb 1482-ben angol kézre került a későbbi III. Richárd egyik hadjárata eredményeként. Az 1590-es évekre erődítményei elhanyagolt állapotba kerültek, így ki volt téve a skót támadásoknak. Emellett élelmiszerellátása is Skóciától függött, és a skót kereskedők jelentős szerepet játszottak, ezért 1593-ban minden skót szolgát kizártak a városból, a skót feleséggel rendelkező angol katonákat pedig elbocsátották. Ennek ellenére 1597-ben is több száz skót élt a városban.

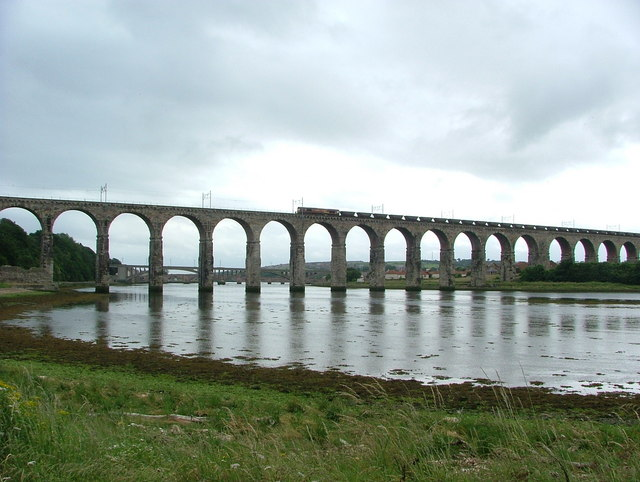
A Royal Border Bridge

## Közlekedés
Berwick vasútállomása az East Coast Main Line vasútvonalon fekszik. A vasút a Robert Stephenson tervezte, 1850-ben átadott Royal Border Bridge-en kel át a Tweed felett.
Érinti az A1-es főút.

## Fordítás
- Ez a szócikk részben vagy egészben a Berwick-upon-Tweed című angol Wikipédia-szócikk ezen változatának fordításán alapul.  Az eredeti cikk szerkesztőit annak laptörténete sorolja fel. Ez a jelzés csupán a megfogalmazás eredetét és a szerzői jogokat jelzi, nem szolgál a cikkben szereplő információk forrásmegjelöléseként.